# Drogas Wave
Drogas Wave (stilizzato DROGAS WAVE) è il settimo album del rapper statunitense Lupe Fiasco, pubblicato nel 2018. Su Metacritic totalizza 73/100.
| Recensione   | Giudizio |
| ------------ | -------- |
| Sputnikmusic | [ 2 ]    |
| Pitchfork    | [ 2 ]    |
| PopMatters   | [ 2 ]    |
| XXL          | [ 2 ]    |
| HipHopDX     | [ 2 ]    |

## Tracce
Part 1 - Wave
1. In the Event of Typhoon – 0:18 – Abel Garibaldi, Simon Sayz
2. Drogas – 2:16 – Soundtrakk, Dylan James, ChristopherKillumbus, Lupe Fiasco
3. Manilla – 5:27 (Jaco, TJay Walker) – Freeway Tjay
4. Gold vs. the Right Things to Do – 3:42 – S1, shndō, Lupe Fiasco
5. Slave Ship (Interlude) – 3:31 (Jaco) – Lupe Fiasco
6. WAV Files – 6:38 – Soundtrakk, Lupe Fiasco
7. Down (featuring Nikki Jean) – 6:17 – Soundtrakk, Lupe Fiasco, Jake West (prod. agg.)
8. Haile Selassie (featuring Nikki Jean) – 4:49 – Soundtrakk, Lupe Fiasco
9. Alan Forever (featuring Crystal "Røvél" Torres) – 4:44 – ChristopherKillumbus, Lupe Fiasco

Part 2 - DROGAS
1. Helter Skelter (Interlude) – 0:16 – Lupe Fiasco
2. Stronger (featuring Nikki Jean) – 4:05 – T3K, Lupe Fiasco, Soundtrakk (prod. agg.), Dylan James  (prod. agg.)
3. Sun God Sam & the California Drug Deals (featuring Nikki Jean) – 4:44 – Christian Sager, Vohn Beatz, Lupe Fiasco, Cardiak (prod. agg.)
4. XO (featuring Troi Irons) – 4:31 – Simon Sayz, Ian Valentine, Lupe Fiasco
5. Don't Mess Up the Children (Interlude) – 0:45 – Lupe Fiasco
6. Jonylah Forever – 3:45 – Soundtrakk, Lupe Fiasco
7. Kingdom (featuring Damian Marley) – 4:45 – DJ Dahi, Oren Yoel, Lupe Fiasco
8. Baba Kwesi (Interlude) – 0:35 (Jaco) – Lupe Fiasco
9. Imagine (featuring Simon Sayz & Crystal "Røvél" Torres) – 4:07 – Simon Sayz, Ian Valentine, Lupe Fiasco
10. Stack That Cheese (featuring Nikki Jean) – 4:13 – Floss & Fame, Lupe Fiasco
11. Cripple (featuring Elena Pinderhughes) – 4:51 – Soundtrakk, Lupe Fiasco
12. King Nas – 5:57 – Soundtrakk, Lupe Fiasco, Jon Content (prod. agg.)
13. Quotations from Chairman Fred (featuring Nikki Jean and Bishop Edgar Jackson) – 7:09 – Vohn Beatz, Lupe Fiasco
14. Happy Timbuck2 Day – 5:48 – Simon Sayz, Valentine, Lupe Fiasco
15. Mural Jr. – 5:12 – Johnny "JT" Thomas, Jr., Lupe Fiasco

## Classifiche
| Classifica (2018)         | Posizione massima |
| ------------------------- | ----------------- |
| Stati Uniti               | 60                |
| US Top R&B/Hip-Hop Albums | 33                |